# Temple de Junon à Agrigente
Temple de Junon à Agrigente est une peinture à l'huile réalisée de 1828 à 1830 par Caspar David Friedrich.

## Contexte

### Friedrich et l'Italie

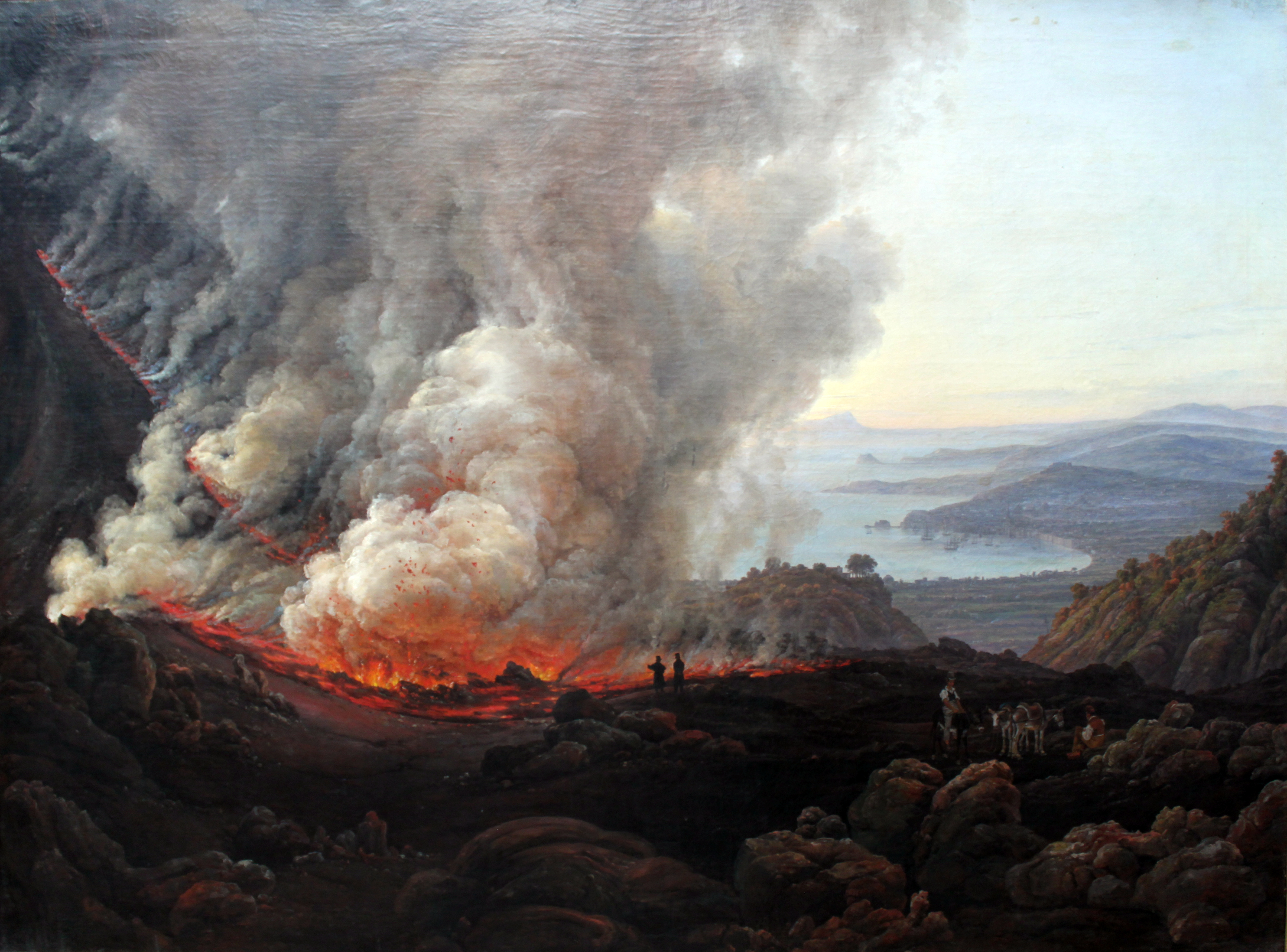
Johan Christian Clausen Dahl, Éruption du Vésuve en décembre, 1824

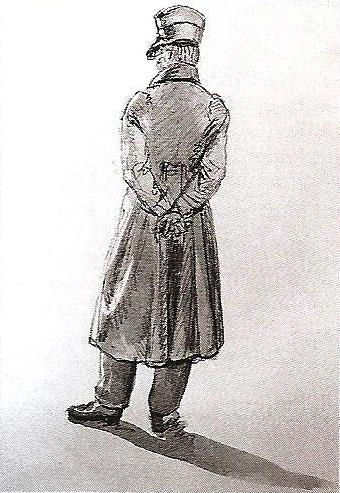
Johan Christian Clausen Dahl, Silhouette du professeur Friedrich, dessin (extrait), 1824

Lors de la création du tableau vers 1830, Friedrich, qui n'a jamais mis les pieds en Italie, polémiquait contre l'euphorie italienne de ses collègues peintres et affirmait qu'un séjour en Italie ne serait pas bon pour son art. Il défendait ainsi indirectement son travail de représentation à distance d'un motif sicilien.

### Les artistes et Agrigente
Avec ce tableau Friedrich se situe, qu'il l'ait voulu ou non, dans la tradition classique des représentations d'Agrigente par les artistes allemands. Jacob Philipp Hackert avait peint en 1778 le temple de Junon à la manière classique avec beaucoup de staffages. Mais Friedrich n'a pas fait d'émules. Jusqu'au début du XXe siècle, le style de représentation classique se tarit. C'est ce que montrent La Vallée du temple d'Agrigente d'Alexander Herrmann (de) (1841), le Temple Concorde d'Agrigente de Leo von Klenze (1857) ou le Temple dorique à Agrigente de Hans von Bartels (1913).

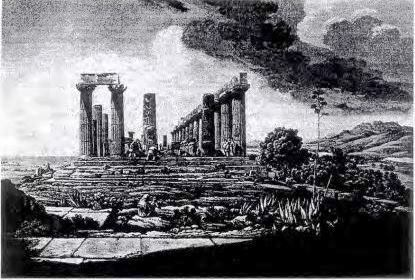
Carl Ludwig Frommel : Temple d'Agrigente, avant 1780

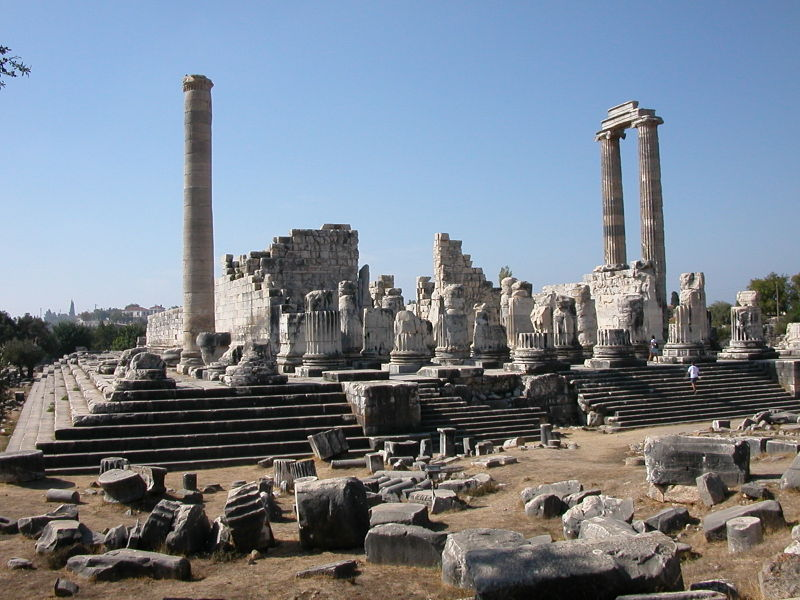
Temple d'Apollon de Didyme

Selon l'historien de l'art allemand Paul Ortwin Rave, il existe un modèle pour ce tableau : une aquatinte de Franz Hegi, réalisée d'après une aquarelle de Carl Ludwig Frommel. Hegi représenta le Voyage pittoresque en Sicile (1822-1836) en aquatinte pour l'éditeur parisien Jean Frédérik Ostervald. Les aquarelles ont été réalisées avant 1780. Friedrich a changé des détails par rapport au modèle. Les figures de staffage, les aloès au premier plan et les oliviers à droite au centre du tableau ont été abandonnés. Les ruines antiques ont été réinterprétées en pierre des montagnes de grès de l'Elbe. Les chaînes de montagnes suivent une forme différente. Les ruines du temple ne sont plus éclairées par une lumière frontale mais par le soleil couchant. Les arbres et arbustes ressemblent à la flore d'Europe centrale présente dans d'autres peintures de Friedrich. Le peintre n'était visiblement pas intéressé par le caractère méridional de l'environnement naturel des ruines.

## Iconographie

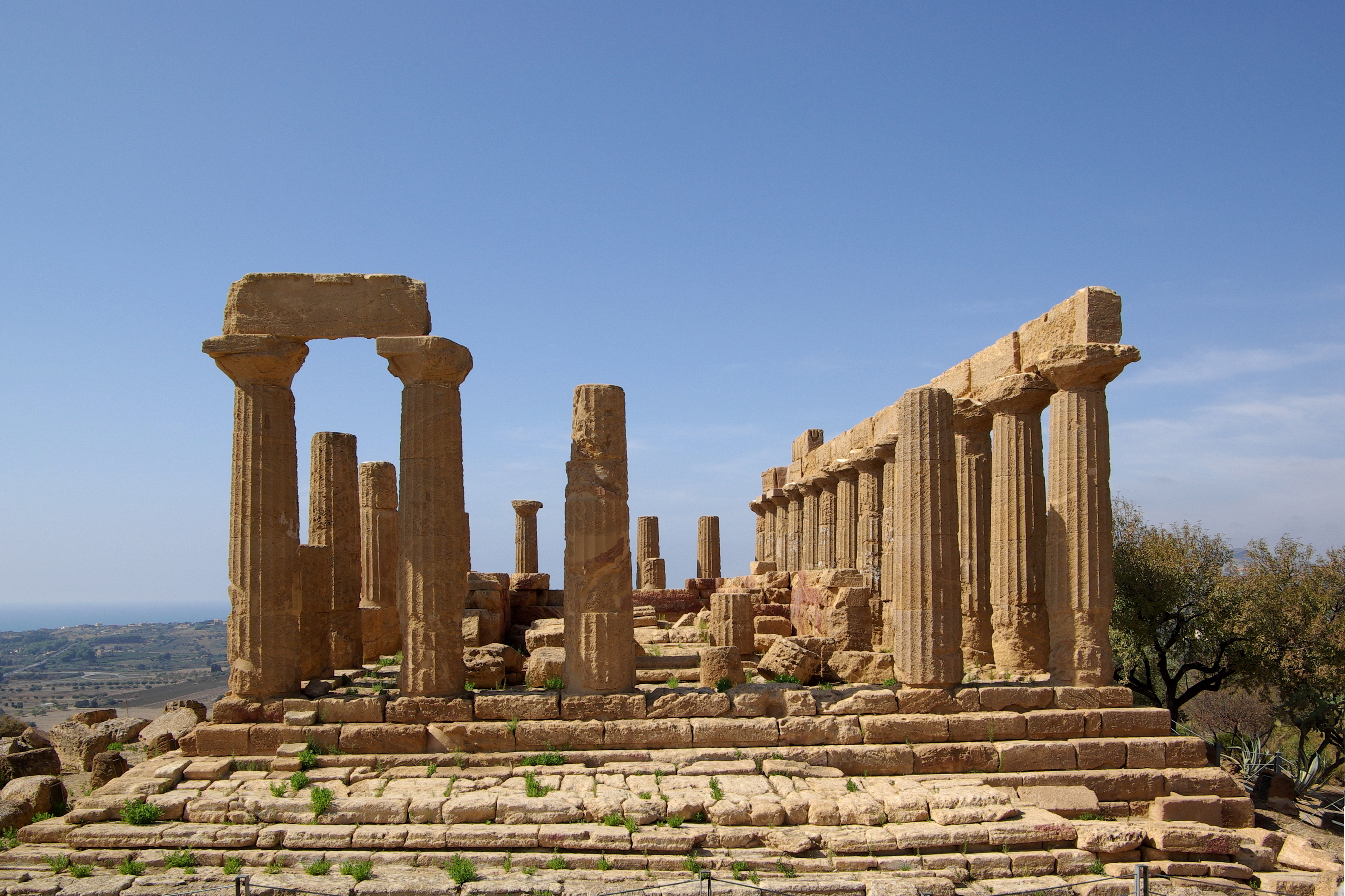
Temple d'Héra à Agrigente

Le temple représenté est le temple d'Héra d'origine grecque, dans la ville antique d'Agrigente au sud de la ville actuelle d'Agrigente.
Situé au coin sud est d'un plateau, le temple d'Héra fait partie d'un alignement de plusieurs temples. Il a été érigé de 460 à 450 av. J.-C. Il s'agit d'un temple d'ordre dorique avec 6 colonnes en largeur et 13 en longueur sur un socle de quatre marches. Les Carthaginois l'ont brûlé en -406 environ et les Romains l'ont rebâti au Ier siècle av. J.-C.. Les colonnes ont été à nouveau érigées au XVIIIe siècle. Son état actuel correspond à peu près à celui qui est représenté sur le tableau. Au milieu du XVIIIe siècle, les temples d'Agrigente étaient une étape incontournable du Grand Tour dans l'Italie du sud. Jacob Philipp Hackert et Johann Wolfgang von Goethe les ont visités.

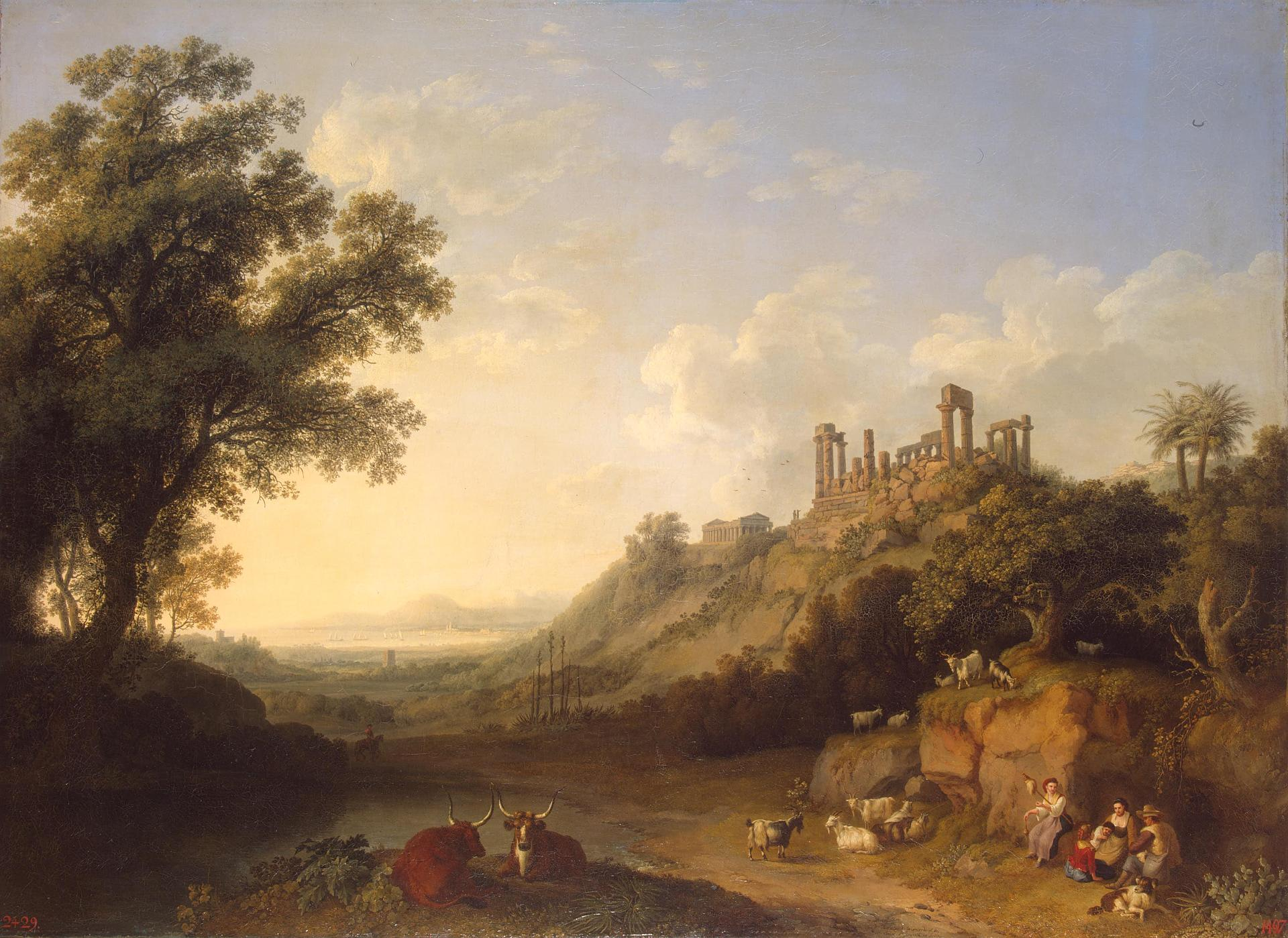
Jacob Philipp Hackert: Paysage avec ruines de temples en Sicile (Vallée du temple d'Agrigente), 1778.
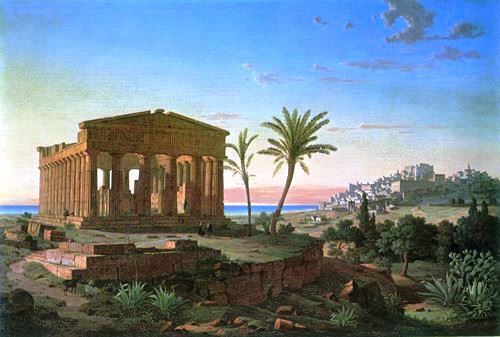
Leo von Klenze, Le Temple Concorde à Agrigente, 1857.
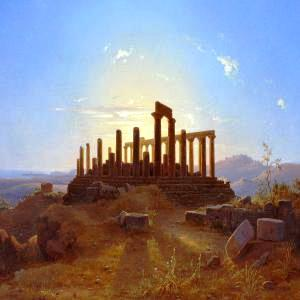
Alexander Hermann, Le Temple d'Agrigente, 1841.
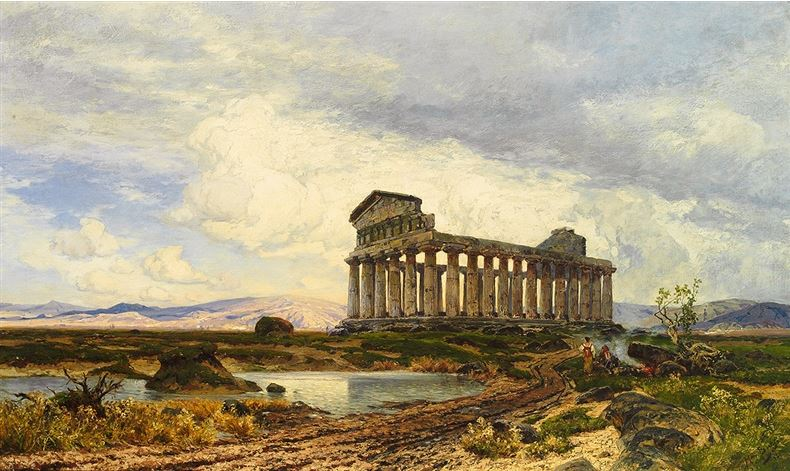
Hans von Bartels, Temple dorique à Agrigente, 1913.